# Psilacron macarisma
Psilacron macarisma är en fjärilsart som beskrevs av Dyar 1915. Psilacron macarisma ingår i släktet Psilacron och familjen tandspinnare. Inga underarter finns listade.